# Høje-Taastrup
Høje-Taastrup é um município da Dinamarca, localizado na região oriental, no condado de Copenhaga.
O município tem uma área de 78 km² e uma população de 45 948 habitantes, segundo o censo de 2003.